# آرامگاه شاه فیروز
شاه فیروز بنایی است تاریخی مربوط به سدهٔ ۹ ه‍.ق است و در ۱۴ کیلومتری جنوب شرقی سیرجان در استان کرمان واقع شده که در تاریخ ۲۵ اسفند ۱۳۷۸ با شمارهٔ ثبت ۲۶۶۵ به‌عنوان یکی از آثار ملی ایران به ثبت رسیده است.
این بنادرفاصله پنج کیلومتری جنوب شرقی قلعه سنگ سیرجان درنزدیکی روستای وحدت آباد برفراز صحره ای ازسنگ سبز تیره به ارتفاع ۳۰مترواقع شده ودرمحل به نام شاه فیروز معروف است. بنای این آرامگاه که امروزه به صورت نیمه ویرانه درآمده عبارت است از یک بنای هشت ضلعی که طول هریک از اضلاع داخلی آن ۲واضلاع خارچی آن ۴ متراست. درمیانه بنا ودردل صخره قبری به طول ۵–۲متروعرض ۶۳ سانتی متروعمق ۴۰ سانتی‌متر حفرشده است. متأسفانه سنگ قبرآرامگاه از بین رفته ونمی توان از هویت فرد دفن شده وتاریخ احداث بنا اطلاع دقیقی به دست آورد. مردم محلی بنای شاه فیروزراآرامگاه لوکایجاربین عضدالدوله ویافرزند اومی دانند که براثر خوردن گوشت شکاردرشکارگاه درگذشته وبرفراز این صخره دفن شده است. باتوجه به شیوه معماری به نظر می‌رسد که این بنامتعلق به دوره ایلخانی قرون هشتم ونهم هجری باشد. عملیات بازسازی ومرمت این بناطی سالهای اخیربه همت سازمان میراث فرهنگی استان کرمان آغاز شده است.
این اثر شامل یک ساختمان چهار طاقی آجری با هشت ستون، و سقفی گنبدی است که بر روی این ستونها زده شده. این بنا بر بالای تپه‌ای در دوازده کیلومتری جنوب شرقی سیرجان و در کنار جادهٔ سیرجان -بافت، در سه کیلومتری شرق امامزاده علی و قلعه سنگ قرار دارد.
آجرهای این بنا به شکل مربع می‌باشند و مردم این نواحی نقل می‌کنند که در ساختمان آن از شیر شتر استفاده شده تا بنا محکم ساخته شود و پا بر جا بماند.
در اطراف آن، و در تمام سطح تپه‌ای که بنا بر روی آن ساخته شده، قسمتهای شکسته و باقیماندهٔ ظروف سفالی به چشم می‌خورد و وجود تمدنی عظیم را در این نواحی نشان می‌دهد. چهار ستون از این ساختمان خراب شده و فرو ریخته، اما سقف آن هنوز بر روی چهار ستون مستحکم دیگر باقیمانده است.